# EC Santo André
Esporte Clube Santo André este un club de fotbal din Santo André, São Paulo, Brazilia. 

## Palmares
- Copa do Brasil: 1

2004
- Campeonato Brasileiro Série B

Finalistă (1): 2008
- Campeonato Brasileiro Série C

Finalistă (1): 2003
- Copa FPF: 2

2003, 2014
- Campeonato Paulista

Finalistă (1): 2010
- Campeonato Paulista A-2: 3

1975, 1981, 2008
- Copa São Paulo de Futebol Júnior: 1

2003

## Lotul actual
| Nr. |          | Poziție | Jucător          |
| --- | -------- | ------- | ---------------- |
| 1   | Brazilia | P       | Paulo Vitor      |
| 2   | Brazilia | F       | Jean             |
| 3   | Brazilia | F       | Rayan            |
| 4   | Brazilia | F       | Luiz Matheus     |
| 5   | Brazilia | M       | Cacá             |
| 6   | Brazilia | F       | Samuel Santos    |
| 7   | Brazilia | M       | Ramalho          |
| 8   | Brazilia | M       | Michael          |
| 9   | Brazilia | A       | Tauã             |
| 10  | Brazilia | A       | Müller Fernandes |
| 11  | Brazilia | M       | Helton Luiz      |
| 12  | Brazilia | F       | Paulo            |
| 13  | Brazilia | F       | Jonas            |
| 14  | Brazilia | M       | Jackson          |

| Nr. |          | Poziție | Jucător            |
| --- | -------- | ------- | ------------------ |
| 15  | Brazilia | M       | Maicon             |
| 16  | Brazilia | A       | Rodriguinho        |
| 18  | Brazilia | M       | Dudu               |
| 19  | Brazilia | M       | André Bilinha      |
| 20  | Brazilia | M       | Marcinho Guerreiro |
| 21  | Brazilia | M       | Tobi               |
| 22  | Brazilia | P       | Roberto            |
| 25  | Brazilia | M       | Alisson            |
| 26  | Brazilia | M       | Anderson Zangão    |
| 27  | Brazilia | M       | Chiquinho          |
| 28  | Brazilia | P       | Neto               |
| 29  | Brazilia | A       | Rômulo             |
| 30  | Brazilia | M       | Guilherme Garré    |
| 39  | Brazilia | A       | Anderson Bartola   |